# Dulia

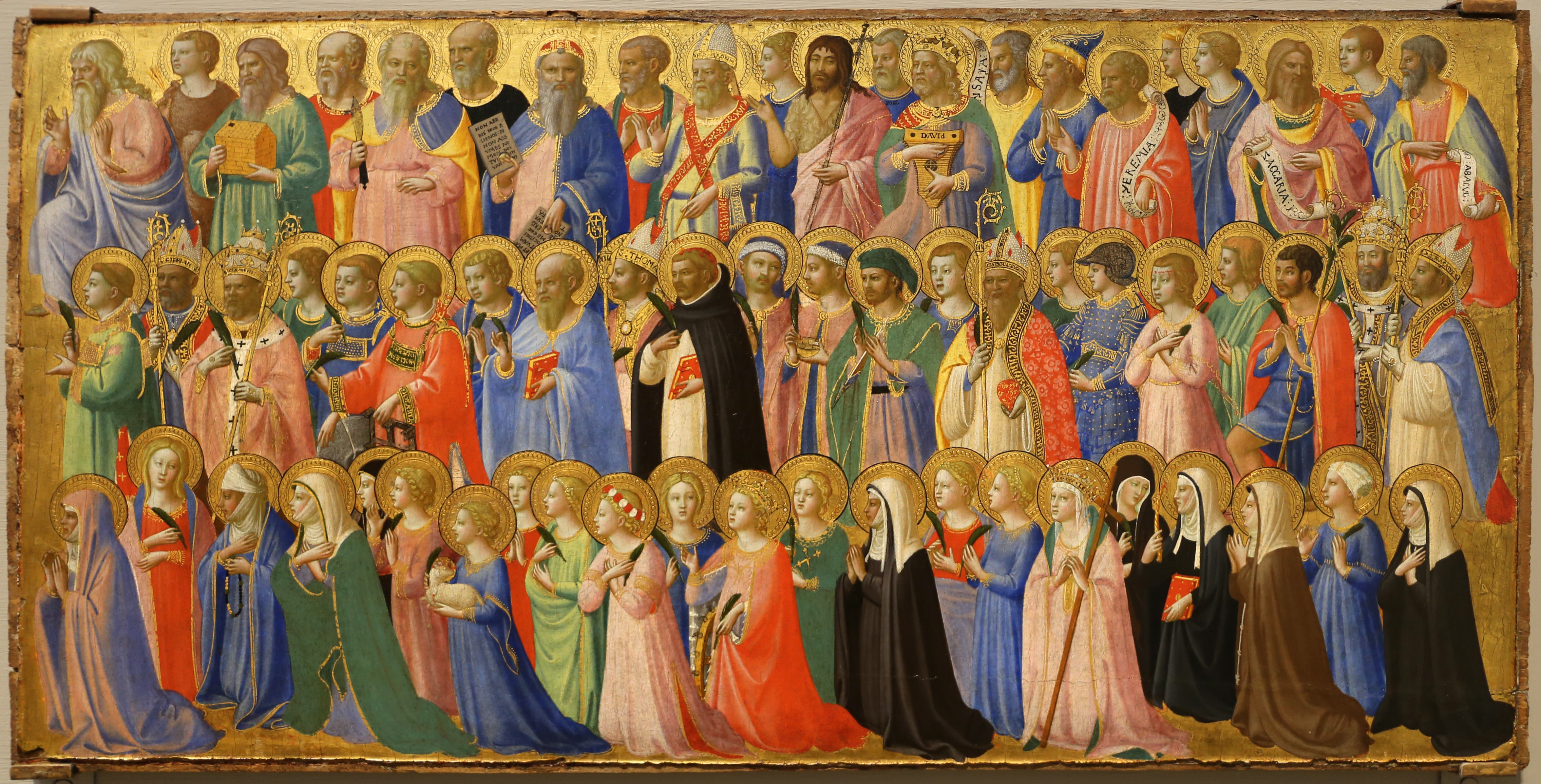
Els precursors de Crist amb sants i màrtirs

La dulia, en la teologia catòlica, és la veneració o culte religiós que es dona als àngels o als sants.
Segons Tomàs d'Aquino la dulia és diferent de la latria o adoració a Déu, en el sentit que la primera es dirigeix a uns éssers personals i la segona a Déu. També es diferencia de la hiperdulia o veneració a la Mare de Déu, i la protodulía o veneració al patriarca sant Josep.